# Seznam slovenskih umetnostnih drsalcev in kotalkarjev
Seznam slovenskih umetnostnih drsalcev in kotalkarjev.

## A
- Tjaša Andrée Prosenc
- Ana Arčon
- Nika Arčon
- Teja Arčon

## B
- Sara Bastjančič
- Stanko Bloudek
- Peter Brlec (trener; It.?)

## D
- Danilo Dougan?

## F
- (Anton Franzot - 1915-2000)

## Č
- Jan Čejvan
- Tanita Kaja Černe

## K
- Luka Klasinc
- Mojmir Kokorovec (Italija)
- Samo Kokorovec (Italija)

## G
- Natalija Gala
- Patricia Gleščič
- Daša Grm

## L
- Julija Lovrenčič
- Andrej Lumbar
- Katja Lumbar

## M
- Urban Markič
- Lucija Mlinarič (1987-2019)
- Violeta Mordej

## P
- Špela Perc
- Teodora Poštič

## R
- Tanja Romano (Italija)

## S
- Elvis Stojko (Kanada)

## Š
- Darja Škrlj

## T
- Emanuel Tuma

## V
- Viktor Vodišek